# Ignacio Delgado Y
Ignacio Clemente Delgado Cebrián O.P. (1761 – 1838) hoặc Clementé Ignacio Delgaho Y, trong đó Y là tên tiếng Việt của ông, là một Giám mục Thừa sai người Tây Ban Nha của Giáo hội Công giáo Rôma. Ông từng phục vụ tại Việt Nam với chức vụ là Đại diện Tông Tòa Hạt Đại diện Tông Tòa Đông Đàng Ngoài. Ông được Giáo hội Công giáo Rôma, qua Giáo hoàng Gioan Phaolô II tuyên phong Hiển thánh vào ngày 19 tháng 6 năm 1988.

## Tiểu sử
Thánh Ignacio Clemente Delgado Cebrián sinh ngày 23 tháng 11 năm 1761 tại Villafeliche, Tây Ban Nha. Sau quá trình tu học dài hạn tại các cơ sở chủng viện theo quy định của Giáo luật, ngày 17 tháng 6 năm 1787, Phó tế Cebrian, 26 tuổi, tiến đến việc được truyền chức linh mục.
Sau bảy năm linh mục, ngày 11 tháng 2 năm 1794, Tòa Thánh loan báo chấp thuận bổ nhiệm linh mục Ignacio Clemente Delgado Cebrián, 32 tuổi, làm Giám mục Hiệu tòa Milopotamos và chức danh Giám mục Phó Đại diện Tông Tòa Hạt Đại diện Đông Đàng Ngoài, này thuộc Việt Nam. Lễ tấn phong cho tân giám mục được cử hành sau đó vào ngày 20 tháng 9 năm 1795, bởi vị Chủ phong là Giám mục Feliciano Alonso, O.P., Đại diện Tông Tòa Hạt Đại diện Tông Tòa Đông Đàng Ngoài. Bốn năm sau, ngày 2 tháng 2 năm 1799, ông kế vị trở thành Đại diện Tông Tòa Đông Đàng Ngoài.
Ngày 12 tháng 7 năm 1838, Giám mục Ignacio Clemente Delgado Cebrián tử đạo, thọ 77 tuổi. Tòa Thánh công nhận ông là Chân phước vào ngày 27 tháng 5 năm 1900 và tiến đến tuyên Hiển thánh vào ngày 19 tháng 6 năm 1988.